# 1856 aux échecs
| Années des échecs : 1853 - 1854 - 1855 - 1856 - 1857 - 1858 - 1859    |
| Décennies des échecs : 1820 - 1830 - 1840 - 1850 - 1860 - 1870 - 1880 |

Cet article présente les faits marquants de l'année 1856 aux échecs.

## Tournois

### Londres 1856 Tournoi du McDonnell chess club

#### 1ertour 1/6 finale
- Thomas Barnes - Bloundell 4-0
- Robert Brien - Valentine Green 7-6
- Charles Kenny - S. Crawshay 4-1
- Ernst Falkbeer - Franciscus Janssens 4-0
- Adolf Zygotorsky - Muller 5-2
- Emeric de Sza
- bo - Winn 3-1

#### 2etour 1/3 finale
- Thomas Barnes - Charles Kenny 4,5-0,5
- Emeric de Szabo - Adolphe Zygotorsky 2-2
- Ernest Falkbeer - Robert Brien forfait

#### 3etour Finale
- Thomas Barnes - Ernest Falkbeer 3-2
- Ernest Falkbeer - Emeric de Szabo 3.5-2.5
- Ernest Falkbeer - Thomas Barnes 1-0

#### Classement Final
1. Ernest Falkbeer
2. Thomas Barnes
3. Emeric de Szabo

### Berlin 1856 Tournoi de Berlin

#### 1°Tour Quart de finale
- Robert Frantz - Dr C.Eliason 4-3
- S Leow - Kurt Bendix 4-2
- Thomas Wiegelmann - Carl Mayet 4-2
- Balduin Wolff - Wilberg 4.5-1.5

#### 2eTour Demi finale
- S Leow - Robert Frantz 3-2
- Balduin Wolff - Thomas Wiegelmann 3-1

#### 3eTour Finale
- Balduin Wolff - S Leow 4.5-3.5

#### Classement final
1. Balduin Wolff
2. S.Leow
3. Thomas Wiegelmann & Robert Frantz

### New York 1856 Tournoi du New York chess club

#### 2eTour Demi finale
- Napoleon Marache - C.E.Andersson 4-2
- Frederic Perrin - Thomas Lloyd 4-2

#### 3eTour Finale
- Napoleon Marache - Frederic Perrin

#### Classement final
1. Napoleon Marache
2. Frederic Perrin
3. C.E.Andersson & Frederic Perrin

### Melbourne 1856 Victorian Chess Championship
24 participants

#### Finale
W.Watts - Alexander McCombe 2-1

## Match formels
- Jules de Riviere - John Schulten 7-1 Paris 1856
- Adolphe Laroche - Jules de Riviere -  19.5-15.5 (+19-15=1) Paris Avril-juin 1856[1]
- Henry Bird - Ernst Falkbeer 2-1 Londres Decembre 1856[2]
- Daniel Harrwitz - Jules de Riviere 5-2 Paris Decembre 1856[3]

## Matchs amicaux
Johann Lowenthal - Thomas Barnes 1.5-2.5 Londres 1856

## Naissances
- Semion Alapine
- Ludwig Bachmann, joueur allemand et auteur prolifique[5].